# روابط فرانسه و لسوتو
روابط فرانسه و لسوتو به روابط دو جانبه میان فرانسه و لسوتو اشاره دارد. فرانسه دارای سفارت در ماسرو، پایتخت لسوتو است، در حالی که لسوتو در پاریس نمایندگی دیپلماتیک مستقلی ندارد و از طریق سفارت خود در رم این کشور را پوشش می‌دهد.

## تاریخچه
روابط فرانسه و لسوتو از گذشته‌های دور، به‌ویژه به دلیل حضور مبلغان پروتستان فرانسوی در دهه ۱۸۲۰ میلادی، روابطی دوستانه بوده‌است. در سال ۱۸۶۸، این مبلغان به پادشاه وقت لسوتو، موشوشو یکم هشدار دادند که برای جلوگیری از گسترش نفوذ بوئرها، لسوتو را به یک تحت‌الحمایه بریتانیا تبدیل کند. این اقدام باعث شد پادشاهی لسوتو از تجربه آپارتاید در امان بماند.

### روابط معاصر
اگرچه روابط فرانسه و لسوتو در سطحی نسبتاً محدود است، اما همچنان دوستانه باقی مانده‌است. از جمله نشانه‌های این روابط، سفر پادشاه لتسی سوم به فرانسه برای شرکت در اجلاس آفریقا-فرانسه در سال ۲۰۰۷ و کنفرانس تغییرات اقلیمی سازمان ملل (COP-21) در سال ۲۰۱۵، و همچنین سفر ژان-ماری بوکل، مقام فرانسوی، به لسوتو در سال ۲۰۰۷ بوده‌است.

## نمایندگی‌های دیپلماتیک
فرانسه دارای سفارت در ماسرو، پایتخت لسوتو است. در مقابل، لسوتو در پاریس سفارت ندارد و امور دیپلماتیک خود در فرانسه را از طریق نمایندگی‌های خود در کشورهای دیگر پیگیری می‌کند.

## روابط اقتصادی
روابط اقتصادی میان فرانسه و لسوتو محدود اما در حال توسعه است. فرانسه در چارچوب همکاری‌های توسعه‌ای، پروژه‌هایی در زمینه آموزش، بهداشت و کشاورزی در لسوتو را مورد حمایت قرار داده‌است. همچنین برخی نهادهای فرانسوی به‌ویژه از طریق نمایندگی‌های توسعه در جنوب آفریقا، در پروژه‌های بشردوستانه در لسوتو مشارکت دارند.